# Agă

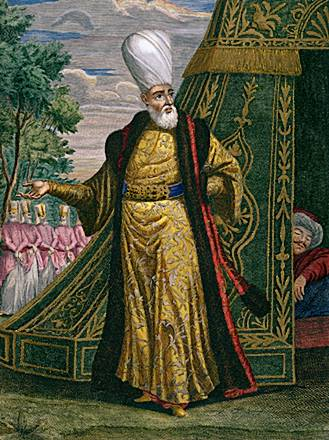
Aga ienicerilor

Agă definește o demnitate militară (nume împrumutat de la turci la finele secolului al XVII-lea), fiind pentru prima oară atestat în anul 1620, în locul celui care înainte se numea căpitan de vânători.
Acesta era comandantul general al pedestrimii (după răscoala din 1655), inspector al piețelor urbane și dorobanților din Țara Românească (secolul al XVII-lea), iar din secolul al XVIII-XIX era guvernator militar și cap al poliției din București. 

În Moldova, introdus mai târziu, era șeful jandarmeriei și al poliției din Iași. Titlul a dispărut atunci când Regulamentul Organic i-a acordat gradul de colonel.

## Etimologie
Termenul provine din limba turcă, ağa, și este un hibrid gramatical. Inițial, singularul său a fost agá, formă care explică pluralul agale. 

Mai târziu, singularul a fost asimilat cu tipul tată; astfel că astăzi singularul este de gen masculin, în ciuda formei, iar pluralul este feminin, în ciuda sensului.